# 往洞镇
往洞镇，是中华人民共和国贵州省黔东南苗族侗族自治州从江县下辖的一个乡镇级行政单位。
2012年，贵州省人民政府批复同意撤销往洞乡，设置往洞镇。

## 行政区划
往洞镇下辖以下地区：
往洞村、增冲村、朝利村、孔寨村、信地村、高船村、吾架村、增盈村、坨苗村、德秋村、弄吾村、会里村、则里村和秧里村。

## 中国传统村落
- 2012年12月，增冲村、则里村被评为首批“中国传统村落”。
- 2013年8月，增盈村、朝利村被评为第二批中国传统村落。